# Département central d'administration temporaire
Le Département central d'administration temporaire, initialement appelé conseil central d'administration, est une organisation alliée créée pendant les guerres napoléoniennes en 1813 pour administrer les territoires conquis par Napoléon. Il existe essentiellement jusqu'à la mi-1814.

## Création et tâches

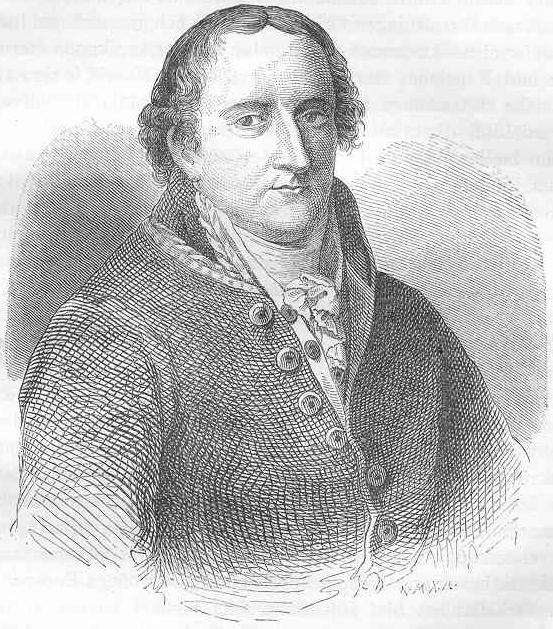
Carl baron vom und zum Stein

Le baron vom und zum Stein propose à l'empereur russe Alexandre Ier une autorité administrative centrale en tant qu'autorité d'occupation et centre d'approvisionnement en argent, en armes et en soldats. Mais derrière cette proposition se cache surtout l'intention de créer une base pour répondre à la question allemande. Les gouvernements de Prusse et de l'Empire russe  ne suivent pas ce concept aussi largement que Stein l'espérait. Les tâches du conseil d'administration central convenu le 19 mars 1813 à Breslau restent en grande partie de nature administrative, mais l'institution collégiale de l'autorité laisse également la place à des planifications plus poussées. Cependant, la mise en œuvre des vastes idées de Stein en vue de la préparation de la reconstitution d'un Empire allemand échoue déjà en raison des succès français - inattendus - du printemps 1813 jusqu'à l'armistice de Pleiswitz le 4 juin 1813. Les parties de Saxe, Hambourg et Lübeck déjà occupées en mars, ainsi que les deux duchés de Mecklembourg, dont les princes sont les premiers à faire défection de la confédération du Rhin et passent aux alliés, sont reconquises par les troupes françaises. Ce n'est qu'après la reprise des combats que la Lusace et des parties de la Saxe sont reprises; Après la bataille victorieuse de Leipzig, l'autorité centrale d'occupation est repensée dans la Convention de Leipzig du 21 octobre 1813 par des représentants de l'Autriche, de la Russie, de la Prusse, de la Grande-Bretagne et de la Suède. Désormais, une institution plus bureaucratique est choisie et placée sous la seule direction de Stein en tant que département d'administration centrale. Il est désormais soumis aux ordres d'un conseil diplomatique composé d'envoyés des alliés.
La baron vom Stein a une organisation petite mais efficace qui réussit temporairement à devenir largement indépendante de l'influence des quartiers généraux alliés. Cependant, il est basé au quartier général allié, d'abord à Francfort-sur-le-Main et enfin à Paris. Le collaborateur le plus proche de Stein est Johann Albrecht Friedrich von Eichhorn. Des agents se chargent de fournir de l'argent liquide, du matériel et des équipements aux troupes.
Stein tente d'étendre les réformes prussiennes aux territoires conquis. Les espoirs de Stein de voir les territoires occupés devenir la base de la réalisation de l'idée d'Empire allemand échouent dès le départ. Le domaine des territoires à administrer, qui n'a cessé de s'étendre après les rapides succès des alliés (un mois après Leipzig, les alliés ont progressé jusqu'au Rhin), est rapidement réduit par la politique de restauration des Alliés. Les États de Hanovre, de l'Électorat de Hesse, de Brunswick et d'Oldenbourg, abolis par Napoléon, sont restaurés sous leurs souverains ancestraux, les villes de Hambourg, Francfort-sur-le-Main, Lübeck et Brême retrouvent leur souveraineté.
Néanmoins, Stein tente de promouvoir son objectif de faire de l'autorité administrative centrale une base pour un État-nation par le biais de publicistes tels que Otto August Rühle von Lilienstern, Ernst Moritz Arndt ou Max von Schenkendorf. Entre autres choses, Wilhelm von Humboldt présente le projet d'une future constitution impériale qui présente des similitudes avec la Confédération germanique qui émerge plus tard. De tels plans échouent notamment à cause de la résistance de Metternich.

## Subdivision de la zone d'occupation en 1813
L'art. V de la Convention de Breslau du 19 mars 1813 prévoit une division du territoire d'activité du conseil d'administration central en cinq grands districts :
1. La Saxe et les « duchés » - cela signifie probablement les duchés ernestins, et non pas de la maison d'Anhalt.
2. Royaume de Westphalie sans les anciens territoires hanovriens et prussiens
3. les « duchés » de Berg, Westphalie et Nassau
4. le département de Lippe
5. le département des Bouches-de-l'Elbe et du Mecklembourg.

Cela a été convenu avant l'effondrement de la confédération du Rhin. Six mois plus tard, la situation a complètement changé. En raison du retour rapide des princes déposés à l'époque de Napoléon, il ne reste plus grand-chose de la Westphalie qui aurait pu relever de la compétence de Stein. Les plus grands territoires restants sont le royaume de Saxe - sans les « duchés » - et les parties non prussiennes du grand-duché de Berg. Pour chacun de ces deux derniers, un gouvernement général est créé. Les territoires restants sont en revanche regroupés dans un gouvernement général entre la Weser et le Rhin, administré en union personnelle par le gouverneur des territoires redevenus prussiens, résidant à Münster, ainsi que les États d'indemnisation de 1802/03. Un gouvernement général de Francfort vient s'y ajouter.

## Administration en Saxe

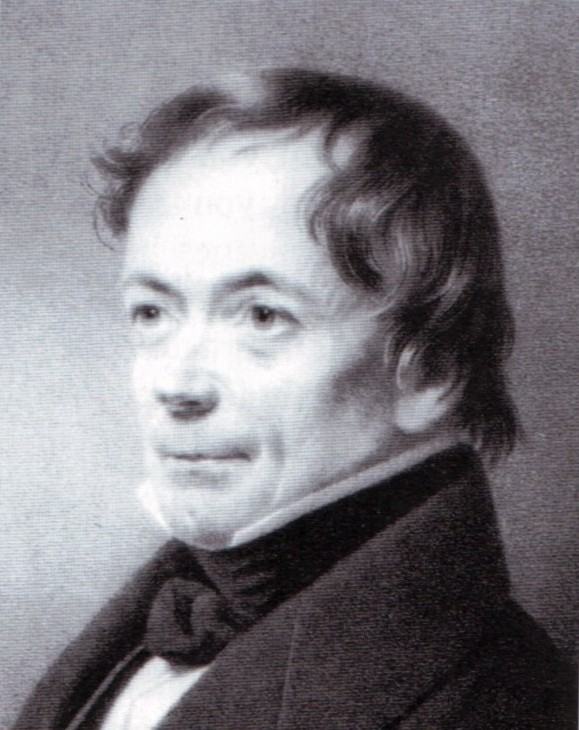
Johann Albrecht Friedrich Eichhorn

L'espoir de Stein de contrôler les plus grands États de la confédération du Rhin échoue également, car ceux-ci renoncent à temps à Napoléon et passent dans le camp des Alliés. Au début, le territoire de compétence de l'autorité se limite au royaume de Saxe, dont le roi Frédéric-Auguste Ier a été arrêté pour son soutien à Napoléon. En termes de réformes politiques, le Conseil d'administration centrale joue un rôle important pour la Saxe. Une nouvelle organisation centrale, à laquelle l'État saxon peut se rattacher par la suite, remplace une multitude d'autorités différentes dans les différentes parties du pays. À cela s'ajoutent les débuts d'une réforme militaire et fiscale. L'administration de transition ne réussit cependant pas à provoquer de véritables changements en profondeur, d'autant plus qu'en Saxe, par exemple, seule la composition de la tête de l'administration a changé. En Saxe, un bureau de statistiques est tout de même créé pour la première fois afin d'obtenir des données fiables pour la planification.

## Administration des territoires napoléoniens
Au cours de la guerre, les États napoléoniens, le royaume de Westphalie, le grand-duché de Berg et le grand-duché de Francfort, et plus tard les régions de la rive gauche du Rhin qui faisaient auparavant partie du territoire français, sont ajoutés. Selon la Convention de Leipzig du 21 octobre 1813, les parties du pays qui appartenaient auparavant aux alliés (Prusse, Suède, Angleterre-Hanovre, Autriche [Wurtzbourg] et Russie [Jever]) sont immédiatement remises aux anciens souverains. Cela signifie que presque rien dans le royaume de Westphalie n'appartient à la responsabilité de l'administration centrale de Stein.
D'abord, quatre gouvernements généraux sont mis en place dans les territoires occupés. Il s'agit du gouvernement général de Saxe (de) pour le royaume de Saxe et du gouvernement général de Francfort (de) pour le territoire du grand-duché de Francfort. En outre, il y a le gouvernement général entre la Weser et le Rhin (de) dirigé par Ludwig von Vincke, basé à Münster, et le gouvernement général de Berg, basé à Düsseldorf, initialement dirigé par Justus Gruner.
Avec l'avancée sur la rive gauche du Rhin à partir du Nouvel An 1814, les alliés se sont mis d'accord sur six autres districts pour la zone entre le Rhin et la Meuse lors d'une conférence à Bâle :
- le premier à être formé est le gouvernement général du Rhin moyen (de), basé à Trèves, et plus tard son chef-lieu est Coblence. Il comprend initialement les départements français du Mont-Tonnerre, de la Sarre et de Rhin-et-Moselle.
- le gouvernement général du Bas-Rhin (de), basé à Aix-la-Chapelle, comprend les départements de la Roer, de l'Ourthe et de la Meuse-Inférieure dirigé par Johann August Sack ;
- un gouvernement général du Haut-Rhin à Colmar est créé pour les deux départements alsaciens du Bas-Rhin et du Haut-Rhin ;
- à l'ouest, un gouvernement général belge basé à Bruxelles pour les départements de la Dyle, Jemmappes et Sambre-et-Meuse ;
- un gouvernement général lorrain à Nancy pour les départements de la Meurthe, de la Meuse, de la Moselle et des Forêts ;
- et aussi un gouvernement général de Franche-Comté basée à Vesoul et responsable des départements du Doubs, du Jura, de la Haute-Saône et des Vosges .

La tâche principale des nouveaux gouverneurs, en plus de maintenir l'administration et la perception des impôts, est d'enrôler des soldats pour la guerre contre Napoléon. Pour la brigade bergeoise (de) nouvellement formée sous les ordres du général von Jechner (de), Gruner publie le 29 novembre 1813 un Appel aux jeunes et aux hommes allemands entre le Rhin, Wupper et Sieg à lutter pour la liberté de l'Allemagne. Bien que certaines recrues se soient présentées, la nouvelle autorité ne laisse pas la levée de nouvelles troupes entièrement sur une base volontaire. Comme en Prusse, par exemple, par le Landsturmedikt bergeois du 25 décembre 1813 tous les hommes âgés de 16 à 60 ans sont soumis à la conscription.
Pendant l'avancée à travers la France, l'autorité de Stein contrôle également temporairement ces zones. Après la paix de Paris de mai 1814 et la restauration de la frontière française de 1791, les gouvernorats du Bas-Rhin et du Rhin-Moyen sont réunis sous Sack et placés directement sous l'administration prussienne. Ces derniers, avec le gouvernement de Berg, forment la base des provinces prussiennes du Rhin, tout comme la zone contrôlée par Vincke jette les bases de la province de Westphalie.
En juin 1814, Stein commence à organiser l'autorité administrative centrale de Francfort.